# 9А82
9А82 — советская и российская самоходная пусковая установка из состава ЗРС С-300В.

## История создания
Разработка пусковой установки 9А82 была начата по единым тактико-техническим требованиям предъявляемым к ЗРС С-300В. Работы велись в тульском НИЭМИ. В 1988 году 9А82 была принята на вооружение в составе ЗРС С-300В.

## Описание конструкции
Пусковая установка 9А82 предназначается для подготовки и запуска зенитных управляемых ракет 9М82. Ракеты могут быть размещены как на самой пусковой установке в транспортно-пусковых контейнерах 9Я238, так и на сопряжённой с ней пуско-заряжающей установке 9А84. Перевод ракет в боевое положение производится специальными гидроприводами. Установка обеспечивает работу ЗУР от момента их запуска до поражения цели, осуществляет подсветку цели, а также выдачу корректирующих команд. Подготовка ракет к запуску выполняется при поступлении команд от многоканальной станции наведения ракет 9С32. Во время работы 9А83 происходит постоянный обмен информацией с 9С32, производится анализ целеуказания и отображение положения цели в зоне поражения. Несмотря на общую схожесть с пусковой установкой 9А83, в конструкции 9А82 есть определённые отличия: изменена конструкция устройства приведения транспортно-пусковых контейнеров в боевое положение, а также механическая часть подсвета радиолокационной станции.
В комплект бортовой аппаратуры установки 9А82 входят:
1. Радиоэлектронная аппаратура с ЭВМ;
2. Средства подготовки ЗУР 9М82 к старту;
3. Система телекодовой связи;
4. Оборудование топопривязки и навигации;
5. Газотурбинный двигатель для автономного электроснабжения;

### Ходовая часть
Все средства пусковой установки 9А82 установлены на специальное гусеничное шасси, имеющее индекс ГБТУ — «Объект 831». Шасси разработано в конструкторском бюро Ленинградского завода имени Кирова. В основе конструкции лежит шасси самоходной пушки 2С7 «Пион». Изменено положение моторно-трансмиссионного отделения (перенесено в кормовую часть машины), узлы и агрегаты шасси по отдельным узлам унифицированы с танками Т-72 и Т-80.

## Модификации
- 9А82 — пусковая установка ЗРС С-300В
- 9А82М — пусковая установка ЗРС С-300ВМ с ЗУР 9М82М